# Gorillaz
Gorillaz là một dự án về âm nhạc và hình ảnh được thành lập năm 1998 tại Anh bởi Damon Albarn và Jamie Hewlett. Dự án bao gồm âm nhạc của chính Gorillaz và một vũ trụ hư cấu bao quát miêu tả một "ban nhạc ảo" của các nhân vật hoạt hình. Ban nhạc này có bốn thành viên hoạt hình: 2D (giọng ca chính, keyboard và đàn melodica), Murdoc Niccals (guitar bass và trống máy), Noodle (guitar, keyboard và hát đệm) và Russel Hobbs (trống và bộ gõ). Vũ trụ hư cấu của họ được khám phá thông qua trang web và những video âm nhạc của ban nhạc, cũng như một số phương tiện truyền thông khác, chẳng hạn như các phim hoạt hình ngắn. Phần âm nhạc là một sự hợp tác giữa các nghệ sĩ khác nhau, với chỉ Albarn đóng vai trò nhạc sĩ cố định.
Album đầu tay năm 2001 của ban nhạc, Gorillaz, bán được hơn bảy triệu bản và điền tên họ vào Sách Kỷ lục Guinness như "Ban nhạc ảo thành công nhất". Họ được một đề cử cho Giải thưởng Mercury vào năm 2001, nhưng đề cử này sau đó được thu hồi theo yêu cầu của ban nhạc. Album phòng thu thứ hai của họ, Demon Days, phát hành năm 2005, năm lần đạt đĩa bạch kim tại Vương quốc Anh, đạt cú đúp đĩa bạch kim ở Hoa Kỳ, giành được năm đề cử Giải Grammy năm 2006 và thắng được một giải trong số đó cho hạng mục Phần hợp tác Pop tốt nhất với giọng hát. Ban nhạc đã giành được nhiều giải thưởng khác, trong đó có hai giải MTV Video Music Awards, nột Giải thưởng NME, ba giải MTV Europe Music Awards, và đã được đề cử cho chín giải Brit Award. Doanh số bán hàng kết hợp của các album Gorillaz và Demon Days đã vượt mốc 15 triệu bản vào năm 2007. Album phòng thu thứ ba của ban nhạc, Plastic Beach, được phát hành tháng 3 năm 2010. Album mới nhất của họ, The Fall, được phát hành vào tháng 12 năm 2010 dưới dạng tải miễn phí cho các thành viên câu lạc bộ những người hâm mộ, và vào tháng 4 năm 2011 dưới dạng vật lý. Phong cách của họ là thể nghiệm và là một sự hợp thành của nhiều thể loại âm nhạc, với một số lượng lớn ảnh hưởng bao gồm alternative, rock, hip hop, electronica, dub, reggae và pop.
Tương lai của dự án đã một lần phải suy xét do tình trạng mối quan hệ bạn bè của Albarn và Hewlett; tuy nhiên, cả hai đã tỏ ra tôn trọng những khác biệt của người còn lại và tuyên bố rằng dự án sẽ tiếp tục tại một số thời điểm trong tương lai.

## Lịch sử

### Thành lập và những năm đầu (1997–1999)
Damon Albarn và Jamie Hewlett gặp nhau lần đầu vào năm 1990 khi Graham Coxon - vốn là một người hâm mộ các tác phẩm của Hewlett - yêu cầu ông thực hiện một buổi phỏng vấn Blur, ban nhạc lúc đó chỉ vừa mới thành lập bởi cả Albarn và Coxon. Cuộc phỏng vấn được xuất bản trên tạp chí Deadline, nơi đăng loạt truyện tranh dài kì của Hewlett, Tank Girl. Hewlett ban đầu nghĩ rằng Albarn là "xấu tính, một kẻ bất tài" ("arsey, a wanker") và mặc dù trở nên quen biết với ban nhạc, anh thường không hòa thuận được với các thành viên, đặc biệt là sau khi Hewlett bắt đầu đi chơi với bạn gái cũ của Coxon, Jane Olliver. Bất chấp điều này, Albarn và Hewlett bắt đầu chia sẻ một căn hộ trên đường Westbourne Grove ở London năm 1997. Hewlett lúc đó vừa mới chia tay với Olliver và Albarn cũng đang trong giai đoạn cuối của mối quan hệ công khai khá ồn ào với Justine Frischmann của Elastica.
Ý tưởng tạo ra Gorillaz đến khi bộ đôi này xem kênh MTV: "Nếu bạn xem MTV trong một thời gian quá dài, có chút gì đó như địa ngục vậy – chẳng có nội dung gì ở đó cả. Vì vậy chúng tôi nảy ra ý tưởng về một ban nhạc hoạt hình, thứ gì đó mà sẽ có đề nhận xét lên nó," Hewlett chia sẻ. Ban nhạc ban đầu dặt tên của họ như là "Gorilla", và bài hát đầu tiên họ thu âm là "Ghost Train" mà sau này được phát hành như là một ca khúc B-side của đĩa đơn "Rock the House" và đĩa B-side tổng hợp G Sides. Bộ ba nhạc sĩ đứng sau phiên bản đầu tiên của Gorillaz bao gồm Damon Albarn, Del the Funky Homosapien và Dan the Automator, những người đã từng làm việc cùng nhau trong ca khúc "Time Keeps on Slipping" cho album ra mắt cùng tên của Deltron 3030.

### Phase One: Celebrity Take Down(1999–2003)
Sản phẩm phát hành đầu tiên của Gorillaz là EP Tomorrow Comes Today, phát hành vào năm 2000. Đĩa đơn đầu tiên của ban nhạc, "Clint Eastwood", được phát hành vào ngày 5 tháng 3 năm 2001. Đĩa đơn này được sản xuất bởi nhà sản xuất âm nhạc hip hop Dan the Automator và ban đầu phối hợp với nhóm nhạc rap đến từ Luton Phi Life Cypher, nhưng phiên bản xuất hiện trên album hát cùng rapper người Mỹ Del the Funky Homosapien, được biết tới từ album Del tha' Ghost Rapper, một nguồn ảnh hưởng tinh thần đến trong quá trình tạo ra tay trống Russel Hobbs của ban nhạc. Phiên bản ca khúc "Clint Eastwood" của Phi Life Cypher xuất hiện trong album B-side G-Sides. Sau đó trong cùng tháng, album đầy đủ đầu tiên của họ, album cùng tên Gorillaz, được phát hành, sản xuất cùng bốn đĩa đơn: "Clint Eastwood", "19-2000", "Tomorrow Comes Today", và "Rock the House". "19-2000 (Soulchild Remix)" là nhạc nền trong cả quảng cáo của Ice Breakers, cũng như game FIFA Football 2002 của EA Sports. Trong khoảng thời gian này, một bộ phim truyền hình giả tài liệu dài nửa tiếng mang tên Charts of Darkness được phát hành.
Cuối năm này chứng kiến sự ra mắt "911", một ca khúc hợp tác giữa Gorillaz và nhóm nhạc hip-hop D12 (mà không có Eminem) và Terry Hall nói về sự kiện 11 tháng 9. Trong khi đó G Sides, một tập hợp các ca khúc B-side từ EP Tomorrow Comes Today và ba đĩa đơn đầu tiên, được phát hành tại Nhật Bản ngày 12 tháng 12 năm 2001 và nhanh chóng được tiếp nối với phiên bản quốc tế vào năm 2002. Năm mới cũng chứng kiến ban nhạc biểu diễn tại lễ trao giải BRIT Awards năm 2002, xuất hiện trong phim hoạt hình 3D trên bốn màn hình lớn cùng với phần rap đệm bởi Phi Life Cypher. Ban nhạc được đề cử sáu giải thưởng tại sự kiện này, bao gồm Nhóm nhạc Anh xuất sắc nhất, Album của Anh xuất sắc nhất và Nghệ sĩ mới của Anh xuất sắc nhất, nhưng ra về trắng tay. Cuối cùng, Laika Come Home, một remix album theo phong cách dub, có chứa hầu hết các bài hát từ Gorillaz làm lại bởi Spacemonkeyz, được phát hành vào tháng 6 năm 2002. Đĩa đơn tiếp nối, "Lil' Dub Chefin'", có một ca khúc nguyên gốc của Spacemonkeyz mang tên "Spacemonkeyz Theme".
Trong tháng 11 năm 2002, một DVD có tựa đề Phase One: Celebrity Take Down được phát hành, và cái tên của nó được đặt cho giai đoạn này. DVD có bốn bản promo của Phase One, video bị bỏ quên của "5/4", phim tài liệu Charts of Darkness, năm thành viên Gorilla Bitez (có các vết mờ nhẹ), một chuyến tham quan website bởi máy chủ MEL 9000 và nhiều hơn nữa. Menu của DVD được thiết kế giống như trang web của ban nhạc và miêu tả một Kong Studios bị bỏ rơi.
Có các tin đồn lan truyền tại thời điểm này cho rằng đội ngũ Gorillaz đang bận rộn chuẩn bị cho một bộ phim, nhưng trong một cuộc phỏng vấn với EMI, họ sau đó tiết lộ rằng kế hoạch cho bộ phim bị bỏ rơi. Haruka Kuroda, người lồng tiếng cho nhân vật Noodle, nói với trang web của người hâm mộ Gorillaz-Unofficial rằng Jamie Hewlett từ chối nhiều kịch bản trước khi đưa lên trên phim. Hewlett sau đó giải thích lý do tại sao bộ phim bị bỏ rơi, "Chúng tôi đã mất tất cả niềm thích thú với công việc đó ngay khi chúng tôi bắt đầu cuộc họp với các hãng phim và nói chuyện với những người điều hành của Hollywood, chúng tôi chỉ là không có được thống nhất chung. Chúng tôi đã nói, bỏ đi, chúng ta sẽ giữ ý tưởng đó cho đến khi chúng ta có thể tự làm nó, và có thể còn tự kiếm được thêm tiền."
Trong một cuộc phỏng vấn với Albarn trên Triple J trong năm 2010, anh chia sẻ, mặc dù không phát hành độc quyền dưới tên Gorillaz, anh cho rằng đĩa đơn năm 1997 "On Your Own" của Blur, phát hành cho album cùng tên thứ năm của họ, Blur, là "một trong những giai điệu Gorillaz đầu tiên ".

### Phase Two: Slowboat to Hades(2004–2007)
Ngày 8 tháng 12 năm 2004, trang web của ban nhạc mở cửa trở lại với một video độc quyền mang tên "Rock It". Cùng với video âm nhạc, một thông báo về một album trong quá trình sản xuất cũng được đăng tải, được sản xuất bởi Danger Mouse. Một cuộc thi tài năng mang tên Search for a Star cũng được khởi động vào ngày 15 tháng 12 năm 2004, cho phép người hâm mộ gửi một video clip hoặc đoạn âm thanh dài một phút hoặc một tập tin hình ảnh. Một dự án viral marketing (tiếp thị lan truyền) mang tên Reject False Icons được thành lập nhằm chỉ trích những biểu tượng pop đương đại.
Đĩa đơn đầu tiên trong album là "Feel Good Inc.", phát hành như một EP tại Nhật và như một đĩa đơn CD tại châu Âu. Đĩa đơn lọt vào bảng xếp hạng UK Singles Chart tại vị trí thứ 22, một vài tuần trước khi đĩa đơn CD được phát hành dựa theo việc phát hành phiên bản đĩa vinyl 7" của đĩa đơn vào tháng 4, và những sự điểu chỉnh mới của các bảng xếp hạng bao gồm doanh số bán hàng tại các cửa hàng âm nhạc trực tuyến, nơi mà ca khúc của ban nhạc đã có sẵn từ ngày 22 tháng 3. "Feel Good Inc." đứng vị trí thứ 2 tại UK Singles Chart trong tuần đầu tiên phát hành, trở thành vị trí cao nhất của đĩa đơn mà ban nhạc đạt được cho tới thời điểm đó. Đĩa đơn trụ lại trên bảng xếp hạng trong tám tuần liên tiếp. Tại Hoa Kỳ, nó đạt peak tại vị trí số 14. Bài hát cũng giành được một đề cử Bản thu âm của năm trong lễ trao giải Grammy Awards năm 2006. Ca khúc này sau đó cũng xuất hiện trong video game về karaoke trên nền PlayStation 2 SingStar. Nó cũng xuất hiện trong game Guitar Hero 5 của Activision và được phát hành dưới dạng có thể tải về ở game Rock Band của Harmonix và MTV Games.
Album Demon Days được phát hành ngày 11 tháng 5 năm 2005 tại Nhật, 23 tháng 5 tại Vương quốc Anh và Úc, và 24 tháng 5 tại Hoa Kỳ. Album ra mắt tại vị trí đầu bảng tại UK Albums Chart, nhưng rơi xuống vị trí thứ 29 chỉ trong bảy tuần. Tuy nhiên, khi video âm nhạc cho đĩa đơn thứ hai "DARE" bắt đầu phát trên MTV và các kênh âm nhạc khác, Demon Days quay trở lại top 10 một lần nữa. "DARE" được phát hành vào ngày 29 tháng 8 năm 2005 tại Vương quốc Anh, nơi đĩa đơn này ra mắt ở vị trí đầu bảng. Một EP phiên bản Nhật Bản tiếp nối theo đó ngày 7 tháng 9. "DARE" cuối cùng dừng tại vị trí 87 tại Hoa Kỳ, cũng trở thành một hit trong Top 10 của các danh sách Modern Rock. Ngay sau đó, Gorillaz đóng góp một ca khúc độc quyền mang tên "Hong Kong" cho album tổng hợp với mục đích từ thiện Help!: A Day in the Life được phát hành vào ngày 10 tháng 9 năm 2005.

### Phase Four: We Are Still Humanz (2013–2018)
Phase Five: No More Unicorns Anymore (2018–2019)
Phase Six: Wish You Wear Ear (2019–)

## Các giám đốc sáng tạo
Các video âm nhạc của ban nhạc (trừ "Rock It" và "Tomorrow Comes Today") được tạo ra bởi Passion Pictures. Tất cả các hình ảnh được tạo ra bởi Jamie Hewlett và công ty thiết kế Zombie Flesh Eaters của anh. Với Plastic Beach, đội hình ban nhạc biểu diễn trực tiếp bao gồm một nửa của The Clash (Mick Jones và Paul Simonon).
| Các thành viên không ảo - Damon Albarn – hát, guitar, bass, keyboard, trống, bộ gõ, melodica (1998–nay) - Jamie Hewlett – minh họa, hình ảnh, FX (1998–nay) Các thành viên ảo - 2D – hát, keyboard, melodica (1998–nay) - Murdoc – bass, trống máy (1998–nay) - Russel – trống, bộ gõ (1998–2008, 2010–nay) - Noodle – guitar, keyboard, hát (1998–2006, 2010–nay) - Cyborg Noodle – guitar (2010–2011) | Thành viên diễn trực tiếp hiện tại - Mike Smith – keyboard (2001–nay) - Cass Browne – trống, bộ gõ (2001–nay) - Simon Tong – lead & rhythm guitar (2005–nay) - Jeff Wootton – lead guitar (2010–nay) - Mick Jones – rhythm guitar (2010–nay) - Paul Simonon – bass (2010–nay) - Jesse Hackett – keyboard (2010–nay) - Gabriel Wallace – trống, bộ gõ (2010–nay) Cựu thành viên diễn trực tiếp - Simon Katz – lead & rhythm guitar (2001–2002) - Junior Dan – bass (2001–2002) - William Lyonell – lead & rhythm guitar (2001–2005) - Roberto Occhipinti – bass (2002) - Simon Jones – rhythm guitar (2005–2006) - Morgan Nicholls – bass (2005–2010) |

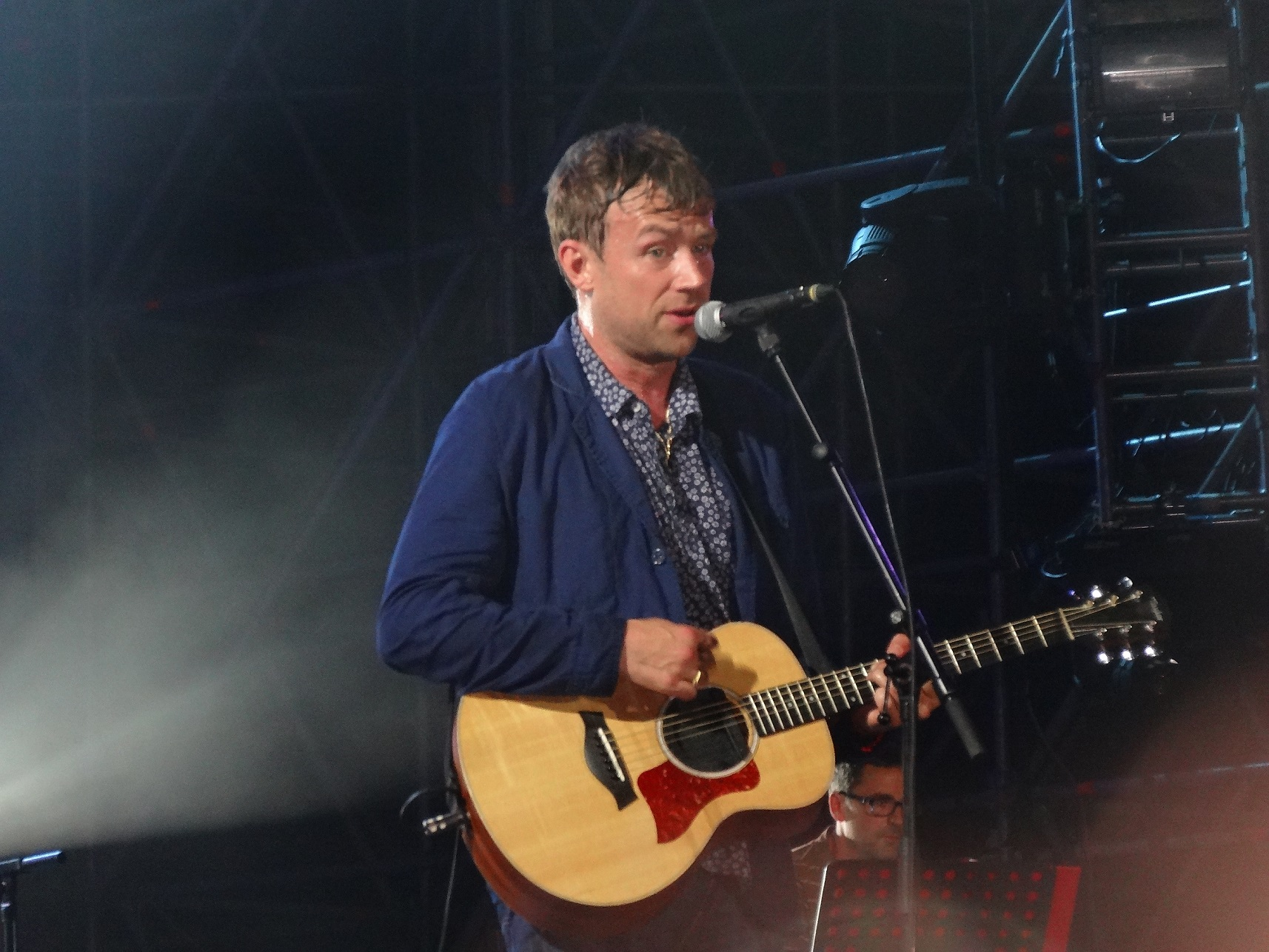
Damon Albarn, đồng sáng lập của Gorillaz

## Danh sách đĩa đơn và album
- Gorillaz (2001)
- Demon Days (2005)
- Plastic Beach (2010)
- The Fall (2011)
- Humanz (2017)
- The Now Now (2018)
- Song Machine, Season One: Strange Timez (2020)
- Cracker Island (2023)

## Các chuyến lưu diễn
- Phase One Tour (2001–2002)
- Demon Days Live (2005–2006)
- Escape to Plastic Beach Tour (2010)